# Mai 2009 en sport
Pour un article plus général, voir 2009 en sport.

## Principaux rendez-vous
- 28 avril au 3 mai : Tour de Romandie 2009.
- 1er et 3 mai: Basket-ball : Euroligue, finale à quatre.
- 1er au 3 mai: Rallye d'Istanbul, deuxième étape du championnat d'Europe des rallyes.
- 3 mai : Grand Prix moto d'Espagne 2009.
- 9 au 31 mai : Tour d'Italie 2009.
- 15 au 17 mai : 25e Championnats d'Europe de Gymnastique Rythmique à Bakou.
- 20 mai :
  - Finale de la Coupe de Suisse de football 2008-2009.
  - Finale de la Coupe UEFA 2008-2009.
- 22 au 24 mai : Rallye de Sardaigne 2009.
- 24 mai : Grand Prix automobile de Monaco 2009.
- 24 mai au 7 juin : Internationaux de France de tennis 2009 à Paris.
- 27 mai : finale de la Ligue des champions de l'UEFA 2008-2009.
- 3 mai : Grand Prix moto d'Italie 2009.

## Chronologie

### Dimanche 17 mai
- Water-polo : au terme du Final Four, le Cercle des nageurs de Marseille remporte son 31e titre de champion de France élite masculin, en finale contre l'Olympic Nice Natation.

### Samedi 23 mai
- Water-polo : à Rijeka (Croatie), le club monténégrin VK Primorac remporte l'Euroligue en finale contre le club italien Pro Recco, tenant du titre[1].

### Mardi 26 mai
- Hockey sur glace : séries éliminatoires 2009 de la Ligue nationale de hockey
  - les Penguins de Pittsburgh remportent pour la deuxième année consécutive la finale de l'association de l'Est en quatre matchs contre les Hurricanes de la Caroline

### Mercredi 27 mai
- Hockey sur glace : séries éliminatoires 2009 de la Ligue nationale de hockey
  - les Red Wings de Détroit remportent pour la deuxième année consécutive la finale de l'association de l'Ouest quatre matchs à un contre les Blackhawks de Chicago. La finale de la Coupe Stanley est donc la même que l'année précédente.

### Samedi 30 mai
- Hockey sur glace : finale de la Coupe Stanley 2009 de la Ligue nationale de hockey entre Red Wings de Détroit et Penguins de Pittsburgh. Détroit 3-1 Pittsburgh, Détroit mène la série 1-0

### Dimanche 31 mai
- Hockey sur glace : finale de la Coupe Stanley 2009 de la Ligue nationale de hockey entre Red Wings de Détroit et Penguins de Pittsburgh. Détroit 3-1 Pittsburgh, Détroit mène la série 2-0